# Tectofilosida
Tectofilosida o tectofilósidos es un orden de protistas del filo Cercozoa. Son amebas filosas (con filopodios) que producen conchas compuestas de materiales orgánicos y de elementos recogidos, en contraste con Euglyphida, que producen conchas de escamas silíceas. La concha tiene generalmente una sola abertura, pero en Amphitrema y en algunos otros géneros tiene dos en los extremos opuestos. La célula en sí misma ocupa la mayor parte de la concha. Se encuentran generalmente en plantas de pantanos, como Sphagnum.
Este grupo fue previamente clasificado como Gromiidea, sin embargo, estudios moleculares los han separado de Gromia, y por lo tanto, han debido ser renombrados. Se clasifican en Cercozoa y se desarrollaron probablemente de flagellados como Cryothecomonas, que tiene una testa similar. Sin embargo, solamente algunos se han estudiado detalladamente, así que sus relaciones y monofilia no están todavía aseguradas.

## Galería

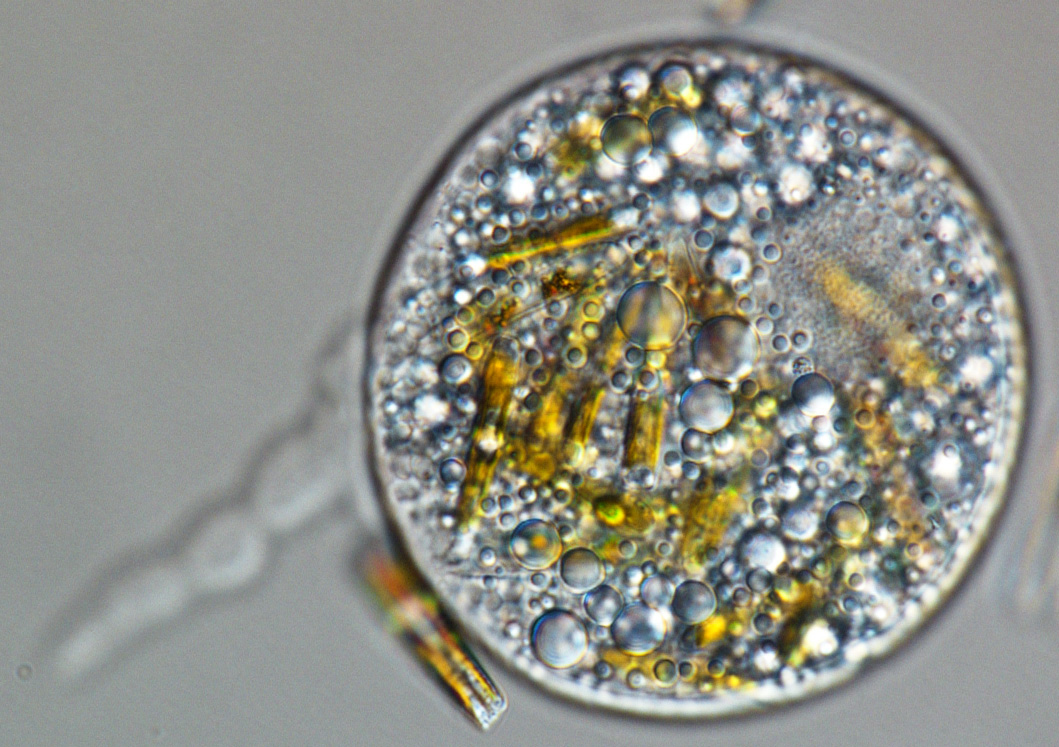
Lecythium sp. (Chlamydophryidae)